# Geminiano Giacomelli

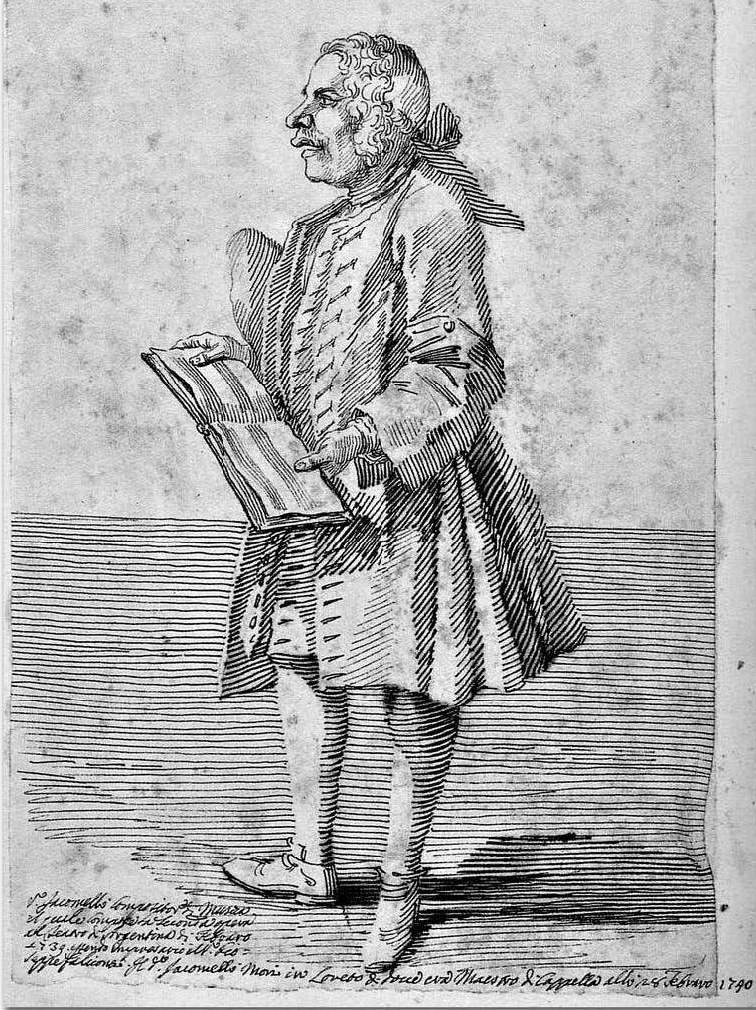
Geminiano Giacomelli

Geminiano Giacomelli (ook wel Jacomelli) (Piacenza, 28 mei 1692 - Loreto,  25 januari 1740) was een Italiaanse barokcomponist.

## Biografie
Giacomelli werd geboren in Piacenza. In 1724 werd hij benoemd in de functie van kapelmeester bij de hertog van Parma. Door het succes van zijn eerste opera Ipermestra (1724) werd hij een van de populairste operacomponisten van zijn tijd. Tussen 1724 en 1740 componeerde hij meer dan 20 opera's, waarvan de meeste gebaseerd zijn op thema's uit de klassieke oudheid, en daarnaast was hij vele jaren werkzaam  aan het keizerlijk hof in Wenen. Zijn bekendste opera is Cesare in Egitto (Caesar in Egypte) uit 1735.  Hij schreef ook gewijde muziek, waaronder acht psalmen voor tenor en bas, en een aantal vioolconcerten. In 1738 werd Giacomelli opnieuw kapelmeester, dit keer aan de Basilica della Casa Santa in Loreto. Hij overleed aldaar in 1740.

## Werken
- Scipione in Cartagine (Venetië, 1728)
- Zidiana (Milaan, 1728)
- Astianatte (Alexandrië, 1729)
- Gianguir (Venetië, 1729)
- Lucio Papirio dittatore (Parma, 1729)
- Scipione in Cartagine Nuova (Piacenza, 1730)
- Semiramide riconosciuta (Milaan, 1730)
- Annibale (Rome, 1731)
- Epaminonda (Venetië, 1732)
- Rosbale (Rome, 1732)
- Alessandro Severo (Piacenza, 1732)
- Adriano in Siria (Venetië, 1733)
- Il Tigrane (Piacenza, 1733)
- La Caccia in Etolia (Wenen, 1733)
- La Merope (Venetië, 1734)
- Artaserse (Teatro Pubblico, Pisa, 1734)
- Cesare in Egitto (Milaan, 1735)
- Nitocri, regina d'Egitto (Rome, 1736)
- Catone in Utica (Teatro Ducale, Milaan, 1736)
- Arsace (Prato, 1736)
- Demetrio (Teatro Regio, Turijn, 1736)
- La Costanza vincitrice in amore (Dramma Pastorale per musica - Parma, 1738)
- Achille in Aulide (Teatro Argentina, Rome, 1739)